# 영덕 삼벽당
영덕 삼벽당(盈德 三碧堂)은 대한민국 경상북도 영덕군 창수면 인량리에 있는 건축물이다. 2004년 3월 11일 경상북도의 문화재자료 제458호로 지정되었다가, 2017년 5월 15일 경상북도의 민속문화재 제190호로 재지정되었다.

## 개요
인량리 안량마을 뒤쪽의 산기슭에 자리 잡고 있는 영천이씨(永川李氏) 종택이다. 조선 중기의 문신이자 학자인 이중량(李仲樑, 1504∼1582)이 건립하였다고 한다. 이중량의 본관은 영천(永川). 자는 공간(公幹)이다. 1528년(중종 23) 사마시에 합격하고, 1534년 식년문과에 병과로 급제하여 관직에 나아가 20년간의 외관직을 두루 역임하며, 선정을 베풀었다고 한다.
삼벽당은 정침(正寢)과 사랑채, 사당(祠堂)으로 구성되어 있다. 퇴락이 다소 심하나 주요 구조부의 정교한 치목수법이 잘 남아 있다.
정침의 좌후측에는 3칸 규모의 사당이 별도의 공간을 이루며 자리 잡고 있다. 정침은 정면 8칸, 측면 6칸 반 규모의 'ㅁ'자형 주택이다. 사랑채는 정면 좌측에 자리잡고 있는데, 사랑마루는 좌로 돌출시키고 지붕은 팔작지붕을 얹어 독립성을 강조하였다. 안채는 2칸 대청을 중심으로 좌측에는 통래퇴칸과 건넛방을, 우측에는 전면에 툇간을 둔 도장방과 안방을 연접시켰다. 가구은 5량가이다.

## 참고 자료
- 영덕 삼벽당 - 국가유산청 국가유산포털